# Sucevița
Sucevița is een Roemeense gemeente in het district Suceava.
Sucevița telt 2750 inwoners.
De gemeente huisvest het gelijknamige klooster, sinds 2010 opgenomen op de Werelderfgoedlijst van de UNESCO.

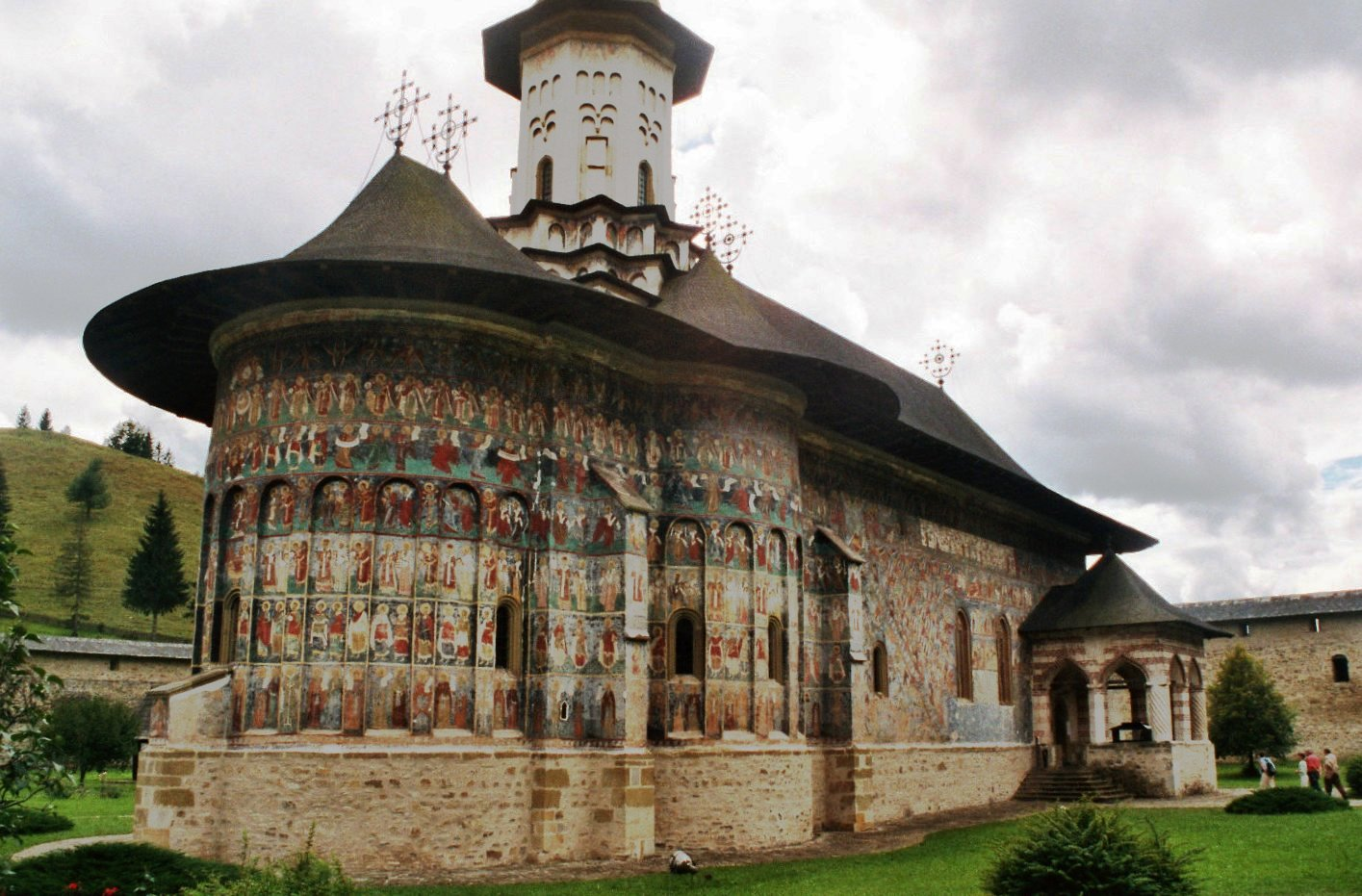
Klooster van Sucevița